# Inspektor mleczarstwa
Inspektor mleczarstwa – specjalista w zakresie mleczarstwa pracujący na rzecz spółdzielni mleczarskich w zakresie właściwego wytwarzania mleka i jego obrotu.

## Powołanie inspektorów
Na podstawie ustawy z 1947 r. o mleczarstwie ustanowiono inspektorów mleczarstwa.
Do obowiązków inspektora należała:
- kontrola pomieszczeń zakładów,
- przegląd ksiąg handlowych, gospodarczych i innych dokumentów i zapisków oraz dokonywanie z nich odpisów,
- badanie mleka i przetworów mleczarskich

## Zakres działania inspektorów
Na podstawie rozporządzenie Ministra Handlu Wewnętrznego z 1949 r. w sprawie organizacji, zakresu działania i uprawnień inspektoratów mleczarskich oraz trybu pobierania opłat od zakładów mleczarskich do zakresu działania należał:
- nadzór nad zakładami mleczarskimi,
- rejestracja zakładów mleczarskich i prowadzenie rejestrów zakładów mleczarskich,
- czynności przygotowawcze związane z ustaleniem terenu działalności głównych zakładów mleczarskich,
- nadzór nad obrotem mleka i jego przetworami,
- współpraca z władzami przemysłowymi w zakresie mleczarstwa,
- współpraca z władzami i organami powołanymi do wykonywania nadzoru nad artykułami żywności,
- opracowywanie sprawozdań i statystyki w zakresie prac inspektoratów mleczarskich.

## Struktura organizacyjna inspektoratów
Podstawą działalności Inspektorów mleczarstwa były okręgi działania. Okręg działania inspektoratu mleczarskiego pokrywał się z okręgiem działania oddziału okręgowego Centrali Spółdzielni Mleczarsko-Jajczarskich.
Na czele inspektoratu mleczarskiego stał inspektor okręgowy. Inspektorowi okręgowemu podlegały inspektorzy w liczbie ustalonej przez Ministra Handlu Wewnętrznego na wniosek Centrali Spółdzielni Mleczarsko-Jajczarskich.
Inspektoraty mleczarskie były organami wykonawczymi Ministra Handlu Wewnętrznego.